# チャレンジ・オブ・チャンピオンズ
チャレンジ・オブ・チャンピオンズ(The International Challenge of Champions) は、コネチカット州モンヴィルのカジノ「モヒガン・サン」で毎年8月に行われるポケット・ビリヤードの大会である。ESPNで中継される。大会名の通り、招待された8人の世界的に活躍する選手がナインボールのトーナメントで争う。
賞金を手にすることができるのは優勝者のみ（ウィナー・テイク・オール）である点が他のイベントと大きく異なる。2007年現在の優勝賞金は5万ドルである。

## フォーマット
おもに2007年大会のものについて記述。
- ナインボール、交互ブレイク。
- トーナメントの最初の4試合は7ラック先取によって争われる。
- 準決勝戦および決勝戦は5ラック先取のナインボール×2セットで構成されている。ここでは、一方のプレイヤーが連勝すれば勝ちとなるが、お互いに1セットずつを獲得した場合にはタイブレイカーとして1ラックのディサイダーを行い勝者を決する。

### 特別ルール
次に挙げるような特別ルールが存在する。
- ブレイクで9ボールがポケット（いわゆるブレイクエース）されても勝利として認められない。この場合9ボールはフットスポットに戻され、ブレイクが合法であった場合はそのプレーヤーが通常通りプレーを開始する。
- ナインボールをシュートするときは、ポケットをあらかじめ指定する必要がある（コールショット）。
- 全試合がTVマッチであるという特性から、30秒のショットクロックルールが導入されており、タイムファールを犯すとボールインハンドとなる。

## 歴代の優勝者
2度世界ナインボール選手権を制した台湾の趙豊邦は歴代最多の3度の優勝を誇る。
| 開催年 | 優勝者                     |
| ------ | -------------------------- |
| 1991   | Mike LeBron                |
| 1992   | バディ・ホール             |
| 1993   | アレン・ホプキンス         |
| 1994   | ニック・バーナー           |
| 1995   | 趙豊邦                     |
| 1996   | ラルフ・スーケー           |
| 1997   | オリバー・オートマン       |
| 1998   | Lee Kun-fang               |
| 1999   | フランシスコ・ブスタマンテ |
| 2000   | オリバー・オートマン       |
| 2001   | 趙豊邦                     |
| 2002   | エフレン・レイズ           |
| 2003   | フランシスコ・ブスタマンテ |
| 2004   | トーマス・エンゲルト       |
| 2005   | 趙豊邦                     |
| 2006   | ジョニー・アーチャー       |
| 2007   | ニールス・フェイエン       |